# Desmodium riedelii
Desmodium riedelii är en ärtväxtart som först beskrevs av Anton Karl Schindler, och fick sitt nu gällande namn av Arturo Erhardo Erardo Burkart. Desmodium riedelii ingår i släktet Desmodium och familjen ärtväxter. Inga underarter finns listade i Catalogue of Life.